# Йонсен, Хери
Хери Йонсен (фар.Heri Joensen;род. 21 февраля 1973, Торсхавн) — фарерский певец, гитарист, лидер рок-группы Týr. Один из самых известных фарерских исполнителей. Он и группа Týr приобрели широкую популярность в ряде стран мира. Исполнение старых скандинавских песен в роковом стиле стало, по мнению фанатов, ключом к популярности коллектива.

## Биография
Хери родился в столице Фарерских островов Торсхавне 21 февраля 1973 года. В 14 лет он начал осваивать гитару. Начиная с 17 лет Хери играл в разных группах.
Позже, он уехал в Копенгаген для того, чтобы получить образование. Там он вместе со своим другом — барабанщиком Кари Стреймоем и бас-гитаристом Гуннаром Томсеном основали группу Týr. Но так как Хери занимался музыкой не профессионально, в 2000 году он поступил в училище Det Alternative Rytmiske Konservatorium (D.A.R.K.). Там он изучал вокал, гитару и музыкальную теорию. Тогда же он и стал вокалистом Týr, предыдущие солисты — Аллан Стреймой и Пёль Арни Хольм вышли из группы.

### Китобойный промысел на Фарерских островах
В 1986 году на Фареры прибыла команда экологической организации Sea Shepherd во главе с лидером Полом Уотсоном, чтобы сорвать забой китов. Судно экологов «Sea Shepherd 2» было окружено полицией. Экологи выпускали в береговую охрану сигнальные ракеты и стреляли по ним топленным шоколадом из водяных пушек. После этого Хери Йонсен написал песню «Rainbow Warrior», в которой призывал остановить Пола Уотсона и его соратников. Позже, в 2012 году, когда Пол Уотсон вновь прибыл на Фарерские острова с анти-китобойной кампанией Хери, в интервью для программы «Китовые Войны» назвал его «ненормальным». Тогда же он участвовал в теледебатах, в которых дискутировал с Полом Уотсоном и отстаивал права фарерцев добывать китовое мясо.

## Музыкальные проекты
В 2009 году стартовал музыкальный проект Хери Йонсена Heljareyga.В 2010 году был выпущен первый одноимённый альбом.Все тексты песен группы исключительно на фарерском языке, потому что «весь англоязычный мир не может понять широкую душу островитянина». В их песнях имеются выразительные элементы классической и народной музыки. Йонсен часто упоминал, что он мечтает соединить классическую музыку, фолк и метал, и, как он позже заявлял, его мечта осуществилась в проекте Heljareyga.

## Интересные факты
- Хери Йонсен знает английский, фарерский, немецкий, исландский, датский, норвежский.
- У Йонсена имеется оригинальная семиструнная гитара из красного дерева, выполненная под заказ фарерской кампанией «Bjarnastein».
- Помимо Týr, Хери работал с шотландской фолк-метал группой Alestorm, он составлял соло для песни «Barrett’s Privateers».
- Йонсен имеет двух котов, которых зовут Оззи и Дио.[6]
- Поступали сведения об употреблении Йонсеном алкогольных напитков во время концертов.
- В 2007 году, на фестивале Paganfest группу Týr обвинили в фашизме. В видеообращении к своим фанатам, Хери опроверг наличие фашистской идеологии среди членов группы.
- В 2015 году Хери Йонсен участвовал в записи альбома группы Ensiferum «One Man Army». Голос Йонсена прозвучал в композиции Hávamál, в отрывке на старонорвежском языке.